# Rémy Matthey de l’Etang
Rémy Matthey de l’Etang (* 2. Oktober 1970) ist ein Schweizer Badmintonspieler.

## Karriere
Remy Matthey de l’Etang gewann 1994 Silber bei den Weltmeisterschaften der Studenten. 1999 erkämpfte er sich seinen ersten Schweizer Meistertitel. 2000 verteidigte er den Titel im Herrendoppel mit Morten Bundgaard. 2001 war er in der gleichen Disziplin mit Pascal Bircher erfolgreich.

## Sportliche Erfolge
| Saison | Veranstaltung                     | Disziplin    | Platz | Name                                       |
| ------ | --------------------------------- | ------------ | ----- | ------------------------------------------ |
| 1994   | Weltmeisterschaften der Studenten | Herrendoppel | 2     | Remy Matthey de l’Etang / Thomas Wapp      |
| 1999   | Schweizer Einzelmeisterschaften   | Herrendoppel | 1     | Morten Bundgaard / Remy Matthey de l’Etang |
| 2000   | Schweizer Einzelmeisterschaften   | Herrendoppel | 1     | Morten Bundgaard / Remy Matthey de l’Etang |
| 2001   | Schweizer Einzelmeisterschaften   | Herrendoppel | 1     | Pascal Bircher / Remy Matthey de l’Etang   |
| 2006   | Senioren-Europameisterschaft 35+  | Herrendoppel | 1     | Remy Matthey De l’Etang / Pavel Uvarov     |